# سادي دوبويه
سادي دوبويه (بالإنجليزية: Sadie Dupuis)‏ هي موسيقية وعازفة قيثارة وكاتِبة وشاعرة أمريكية، ولدت في 1989.

## وصلات خارجية
- سادي دوبويه على موقع ميوزك برينز (الإنجليزية)
- سادي دوبويه على موقع ميوزك برينز (الإنجليزية)
- سادي دوبويه على موقع ديسكوغز (الإنجليزية)